# Slalom (jogo eletrônico)
Slalom é um jogo eletrônico de esqui no qual o jogador corre em uma série de descidas de slalom enquanto desvia de bandeiras e obstáculos antes que o tempo acabe. Foi desenvolvido pela Rare e lançado pela Nintendo para o Nintendo VS. em 1986. Foi então lançado para o Nintendo Entertainment System (NES) na América do Norte em março de 1987 e na Europa posteriormente no mesmo ano. O jogo foi desenvolvido por Tim e Chris Stamper e sua música foi composta por David Wise.
Slalom foi o primeiro jogo para NES desenvolvido fora do Japão e o primeiro jogo dos irmãos Stamper lançado sob a marca Rare. Críticas da década de 1980 consideraram Slalom irreal, mas elogiam seus gráficos e animações. Em contraste, a revista allgame, em crítica posterior ao lançamento, chamou o jogo de mal feito e rápido demais. Slalom foi lançado na compilação Rare Replay, de 2015, para o Xbox One.

## Jogabilidade

Captura de tela do jogo enquanto o jogador desce a colina

Slalom é um jogo para um jogador em que os jogadores correm ladeira abaixo em uma série de corridas de slalom. São 24 descidas no total que estão uniformemente distribuídas por três montanhas. Antes do jogo começar, os jogadores escolhem sua montanha com base na dificuldade: a Snowy Hill para iniciantes, a Steep Peak para jogadores intermediários e o Mount Nasty para jogadores avançados. O objetivo de cada corrida é chegar à linha de chegada dentro do tempo estipulado. Os jogadores devem se esquivar de obstáculos, incluindo árvores, bandeiras, bonecos de neve, trenós e outros esquiadores em seu caminho para baixo, ou então irão cair e perder tempo. Com impulso suficiente, os jogadores podem pular esses obstáculos. Os jogadores devem esquiar em torno das bandeiras para manter a velocidade. Se eles esquiarem do lado errado da bandeira, o piloto irá limpar a neve e diminuir a velocidade.
Também localizados nas corridas estão os magnatas (solavancos) que, quando atingidos, fazem com que o piloto voe e diminua a velocidade ligeiramente ao pousar. Enquanto estão no ar, os jogadores podem realizar manobras de estilo livre e ganhar pontos bônus. No entanto, se o jogador errar na manobra, o piloto pode tombar e cair, perdendo tempo. No final de cada corrida, as pontuações finais são calculadas com base na quantidade de tempo restante na corrida e nos pontos obtidos ao completar manobras de ar livre. Se o jogador ganhar pontos suficientes, ele pode ir para o próximo nível "sozinho" (sem outros esquiadores na tela). Os pontos ganhos em corridas de qualificação são convertidos em segundos adicionais no cronômetro de corrida solo. As pontuações mais altas em cada uma das corridas são salvas na memória até que o console seja desligado.

## Desenvolvimento
Slalom foi desenvolvido pela empresa britânica de jogos eletrônicos Rare e por Tim e Chris Stamper. A Rare estava procurando desenvolver jogos para consoles após a crescente pirataria de jogos de computador no Reino Unido. Eles escolheram o NES por sua crescente  popularidade, embora o console não tivesse desenvolvedores ocidentais, e pediram uma licença à Nintendo. Quando a Nintendo recusou, eles fizeram engenharia reversa no console e fizeram uma demo, Slalom, para mostrar à empresa. A Nintendo ficou surpresa com seu esforço e fez da Rare seu primeiro desenvolvedor ocidental, iniciando uma longa e próspera colaboração entre a Rare e o fundador e presidente da Nintendo of America, Minoru Arakawa.
Slalom foi originalmente lançado em 1986 nos fliperamas como parte do Nintendo VS. System e foi intitulado de Vs. Slalom. Esta versão apresentou um gabinete vertical, um joystick, um botão de salto, som monofônico e gráficos raster padrão. Havia também um upgrade de controlador opcional que apresentava dois bastões de esqui físicos e esquis encurtados que o jogador podia usar para controlar o esquiador na tela. A versão para NES foi lançada pela Nintendo na América do Norte em março de 1987 e na Europa em 15 outubro de 1987. Slalom foi o primeiro jogo eletrônico da Rare desenvolvido como uma nova empresa. Foi também o primeiro lançamento de um jogo para console dos irmãos Stamper.
A música do jogo foi composta pelo compositor de música para jogos eletrônicos da Rare, David Wise, sendo esse seu primeiro trabalho de composição para o NES. Em uma entrevista em dezembro de 2010, Wise disse que achou o trabalho na placa de som do NES um desafio. Ele teve que primeiro codificar os valores HEX para cada nota à mão antes de convertê-los em sub-rotinas utilizando um computador. Wise se lembra de ter pensado que suas primeiras composições para o NES soavam como campainhas. Ele ficou feliz ao ver que outros continuaram a remixar suas faixas.

## Recepção
Slalom recebeu cobertura antes mesmo de seu lançamento, no início de 1987, na primeira edição da Nintendo Fun Club News o antecessor da revista própria da Nintendo, a Nintendo Power que citou a conversão do jogo de arcade para o NES. Foi apresentado no verão seguinte, na edição de 1987, com uma breve visão geral do jogo e dicas de especialistas. A revista francesa Tilt gostou dos gráficos e do som do jogo, mas achou que sua animação não ficou boa. Por outro lado, a revista alemã Aktueller Software Markt elogiou muito a animação de Slalom (particularmente o uso de rolagem e perspectiva), mas disse que seus sons eram medíocres. A revista também disse que o jogo divertido era, embora fosse irreal. As revistas Power Play, da Alemanha e Gen4, da França, elogiaram as animações. Embora a revista Gen 4 tenha achado o jogo irreal, ela gostou da sua representação de velocidade do jogo e a sua progressão gradual de dificuldade. A Power Play gostou dos gráficos de níveis e obstáculos. A Gen 4 considerou o jogo como tendo gráficos normais de NES e houve discordância entre os editores da revista se o jogo era realmente bom. A Power Play disse que o jogo precisava de mais variedade e que ele rapidamente se tornava monótono.
A crítica retrospectiva feita pelo editor da AllGame, Brett Alan Weiss, foi crítica, pois ele chamou Slalom de "um jogo feito às pressas" que não capturou o espírito do esqui. Ele disse que o jogo era repetitivo, muito simples e não era divertido para adultos. Weiss descreveu os gráficos como sendo apenas blocos e insípidos, e o som como repetitivo e derivado. Ele disse que embora tenha sido um lançamento do começo da vida útil do NES, Slalom ainda sim estava no mesmo nível das capacidades do Intellivision, de 1979. Ele recomendou o jogo Antarctic Adventure da Konami lançado para o ColecoVision em seu lugar. A revista britânica Retro Gamer escreveu que o jogo teve pouca repercussão. Stuart Hunt, também da revista, escreveu em dezembro de 2010, no 25º aniversário da Rare, que o jogo era "divertido, mas bastante simples" por sua falta de variedade de corridas. Ele disse, porém, que o jogo mostrou como a empresa poderia maximizar os recursos disponíveis do NES. Slalom foi incluído no Rare Replay, uma compilação de 30 títulos da Rare, lançada para Xbox One em 4 de agosto de 2015.